# Мужская сборная Словакии по хоккею на траве
Мужская сборная Словакии по хоккею на траве — мужская сборная по хоккею на траве, представляющая Словакию на международной арене. Управляющим органом сборной выступает Ассоциация хоккея на траве Словакии (словац. Slovenský zväz pozemného hokeja, англ. Slovak Hockey Association).
Сборная занимает (по состоянию на 6 июля 2015) 53-е место в рейтинге Международной федерации хоккея на траве (FIH).

## Результаты выступлений

### Чемпионат Европы (III дивизион)
(EuroHockey Nations Challenge IV, до 2011 назывался EuroHockey Nations Challenge I)
- 2011 — 7-е место[2]
- 2013 — 8-е место[3]

### Чемпионат Европы (IV дивизион)
(EuroHockey Nations Challenge IV, до 2011 назывался EuroHockey Nations Challenge II)
- 2007 — 5-е место[4]
- 2009 — [5]